# Tretömmad skärlånga
Tretömmad skärlånga (Gaidropsarus vulgaris) är en fisk i familjen lakefiskar. 

## Utseende
Den tretömmade skärlångan har två ryggfenor. Den främre har kort längd och mycket låg höjd. Den främsta fenstrålen är förlängd, men fortfarande kort (mindre än ögats diameter). Den bakre ryggfenan är mycket lång och når nästan ända till stjärtfenan. Även analfenan är relativt lång, dock kortare än halva kroppslängden. Färgen är brunaktig till röd med mörkbruna fläckar på huvud, kropp och fenor. Buken är ljusare, utan fläckar. Kroppen är långsträckt, med tre skäggtömmar på huvudet; en under hakan och två på nosens ovansida. Fisken blir upp till 60 centimeter lång och 4 kilogram tung.

## Utbredning
Den tretömmade skärlångan förekommer i Atlanten från Färöarna runt Brittiska öarna och norska sydväst- och sydkusten, vidare runt Iberiska halvön till nordvästra Medelhavet. Går in i Kattegatt fram till Öresund.

## Vanor
Den lever vid bottnen från 20 till 120 meters djup på varierade bottnar (klippor, sand och småsten samt gyttja). Fisken fångar bottendjur som kräftdjur, borstmaskar och fiskyngel. 
Den tretömmade skärlångan leker under januari till mars. Äggen är pelagiska, likaså ynglen i omkring ett halvår. Den leker troligtvis inte i Sverige.